# Serczmaa
Serczmaa lub Sally (mong. Сэрчмаа; właśc. Самбуугийн Сэрчмаа, Sambuugijn Serczmaa; ur. 1982 w Ułan Bator) – mongolska piosenkarka.
W 1997 roku dołączyła do grupy muzycznej Emotion (później działającej jako Sweetymotion). W 2001 roku wydała swój debiutancki album pt. Gancchan czinijch (Ганцхан чинийх).
Ukończyła studia na Państwowym Uniwersytecie Mongolskim.

## Dyskografia
Albumy
- 2001: Ганцхан чинийх (Gancchan czinijch)
- 2003: Sally-1
- 2005: Sally-2
- 2007: Хайраасаа асууя (Chajraasaa asuuja)
- 2008: Making me crazy
- 2008: Цагаан Сүүний Домог (Cagaan Süünij Domog)